# تپه قلعه کسرق
تپه قلعه کسرق مربوط به سده‌های میانه دوران‌های تاریخی پس از اسلام است و در شهرستان اسفراین، بخش مرکزی، دهستان روئین، ۱۰۰م شمال روستای کسرق واقع شده و این اثر در تاریخ ۳۰ بهمن ۱۳۸۶ با شمارهٔ ثبت ۲۱۲۲۶ به‌عنوان یکی از آثار ملی ایران به ثبت رسیده است.